# Ranularia exilis
Ranularia exilis, tên tiếng Anh: slender triton, là một loài ốc biển săn mồi, là động vật thân mềm chân bụng sống ở biển trong họ Ranellidae, họ ốc tù và.

## Miêu tả
Loài này có kích thước giữa 40 mm và 60 mm

## Phân bố
Chúng phân bố ở Biển Đỏ và the West Thái Bình Dương.

## Hình ảnh

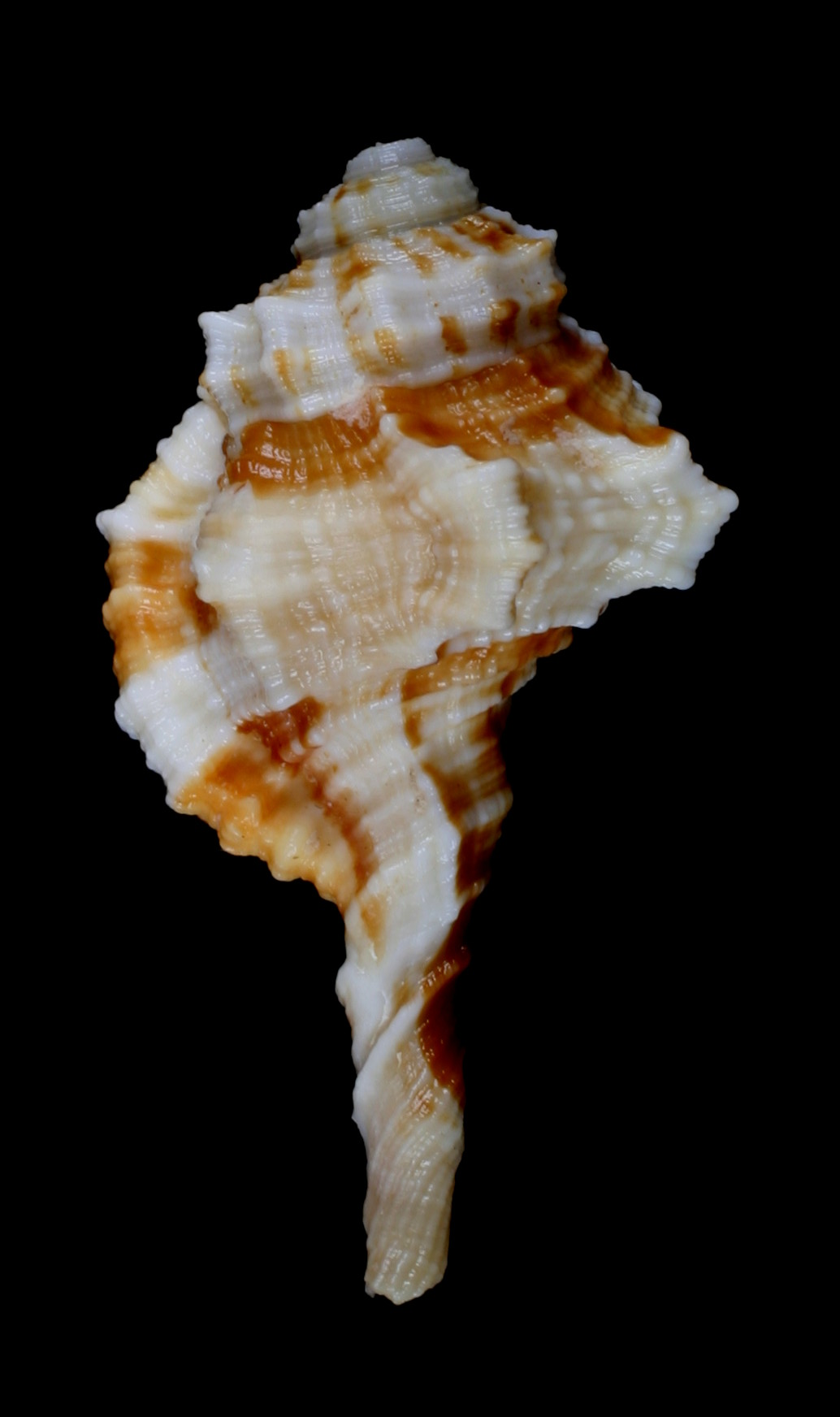